# Sanctuaire fédéral des Trois Gaules
Le sanctuaire fédéral des Trois Gaules est le nom donné à un ensemble architectural romain disparu, érigé en 12 av. J.-C. à Lugdunum (Lyon) à la demande de Nero Claudius Drusus, beau-frère de l'empereur et père du futur Claude. Dans cet espace, les nations gauloises fédérées ont célébré le culte impérial.
Il est admis que « l'assemblée gauloise du Confluent » était réuni le 1er août ; le choix et les raisons de cette date font débat. Elles sont de deux ordres : soit cultuel (continuité d'un culte celtique dédié à Lug, transposition d'une assemblée druidique et/ou transposition d'un culte impérial dédié à Auguste), soit politique (date anniversaire de Claude, anniversaire de la bataille d'Actium, assemblée provinciale transposée aux Gaules).
Plusieurs autres raisons confèrent à cette colonie romaine un statut particulier qu'elle conservera dans le temps : le second atelier monétaire impérial, la présence d'une cohorte urbaine, la collecte de l'impôt des nations gauloises fédérées (ex: des Parisii, des Arvernes, des Namnètes, des Rèmes, etc.), etc.

## Localisation
La localisation du site est rendue possible grâce à des auteurs antiques (Tite-LIve, Suétone, Strabon), mais aussi avec la mise au jour de vestiges, dont un fragment de la table claudienne, sur le versant méridional des pentes de la Croix-Rousse (rue des Tables-Claudiennes).

### Localisation habituelle
Audin imaginait une vaste esplanade de 296m de long et 69m de large, faisant face à une falaise de 15m, et qui reproduit les dispositions du sanctuaire de Fortuna Primigenia, à Préneste. L'autel aurait été disposé sur un podium potentiellement acolé à l'amphithéâtre. Mais cette restitution formulée par l'archéologue lyonnais est en grande partie intuitive.
Le sanctuaire devait se situer à environ 200 m au nord-est de la Saône (fresque des Lyonnais), à 500 m à l'ouest du Rhône (pont Morand) et à 400 m au nord-ouest de la place des Terreaux (mairie de Lyon et musée des Beaux-Arts), à une altitude d'une quinzaine de mètres et sur une pente assez marquée. L'amphithéâtre des Trois Gaules se trouvant entre la rue Lucien-Sportisse, au sud, et la rue des Tables-Claudiennes, au nord.

### Localisations alternatives
L'hypothèse actuelle de localisation du sanctuaire fédéral n'est pas unique. En effet, l'expression latine traduite par « Confluent » a été interprété comme permettant de le localiser dans le secteur d'Ainay, le sanctuaire a donc longtemps été situé dans cette partie de la presqu'île.
Aujourd'hui réfutée, Daniel Frascone a proposé en 2011 une autre hypothèse de localisation, toujours dans les pentes de la Croix-Rousse. Il fonde son argumentation sur une analyse partielle de fouilles réalisées en 2006 et sans tenir compte des résultats antérieurs à celle-ci. Il le situe donc entre le bas de l’actuelle rue Burdeau et le haut de la rue des Tables-Claudiennes. A. Desbat (2016) admet que cette démonstration est séduisante. Cependant, au regard des nombreuses autres cartes, croquis et plans scénographiques de Lyon, rien ne justifie que les percements de la montée Saint-Sébastien et de la Grande-Côte soient antiques comme supposé par D. Frascone. La proposition d'A. Audin reste donc maintenue.

## Description
L'ensemble architectural se distingue de multiples éléments dont subsistent certains vestiges.

### Le temple de Rome et d'Auguste
Le géographe Strabon le décrit en ces termes : « C'est là qu'on voit ce temple ou édifice sacré, hommage collectif de tous les peuples de la Gaule, érigé en l'honneur de César Auguste : il est placé en avant de la ville, au confluent même des deux cours d'eau, et se compose d'un autel considérable, où sont inscrits les noms de soixante peuples, d'un même nombre de statues, dont chacune représente un de ces peuples, enfin d'un grand naos ou sanctuaire ».
L'autel monumental dédié à Rome et à Auguste ainsi que son soubassement de 50 m de long sont en marbre ; les deux victoires ailées qui se dressent à ses côtés, en bronze doré, tiennent des couronnes.
L'archéologue lyonnais Amable Audin (1962) postule que les colonnes soutenant les deux victoires sont sciées en deux pour être réemployées dans la basilique d'Ainay et en former la croisée du transept. Selon lui, le style de leurs chapiteaux devait être un dorique simplifié, caractéristique des colonnes décoratives impériales Trajane et Antonine. Ces deux fûts sont formés de granite gris jaune dont la provenance serait soit égyptienne (analyse macro), soit plus vraisemblablement corse (analyse XRF).

D'après Strabon, les noms des peuples de Gaule étaient inscrits sur cet autel et chaque nation était représentée par une statue.

Vestiges du temple impérial
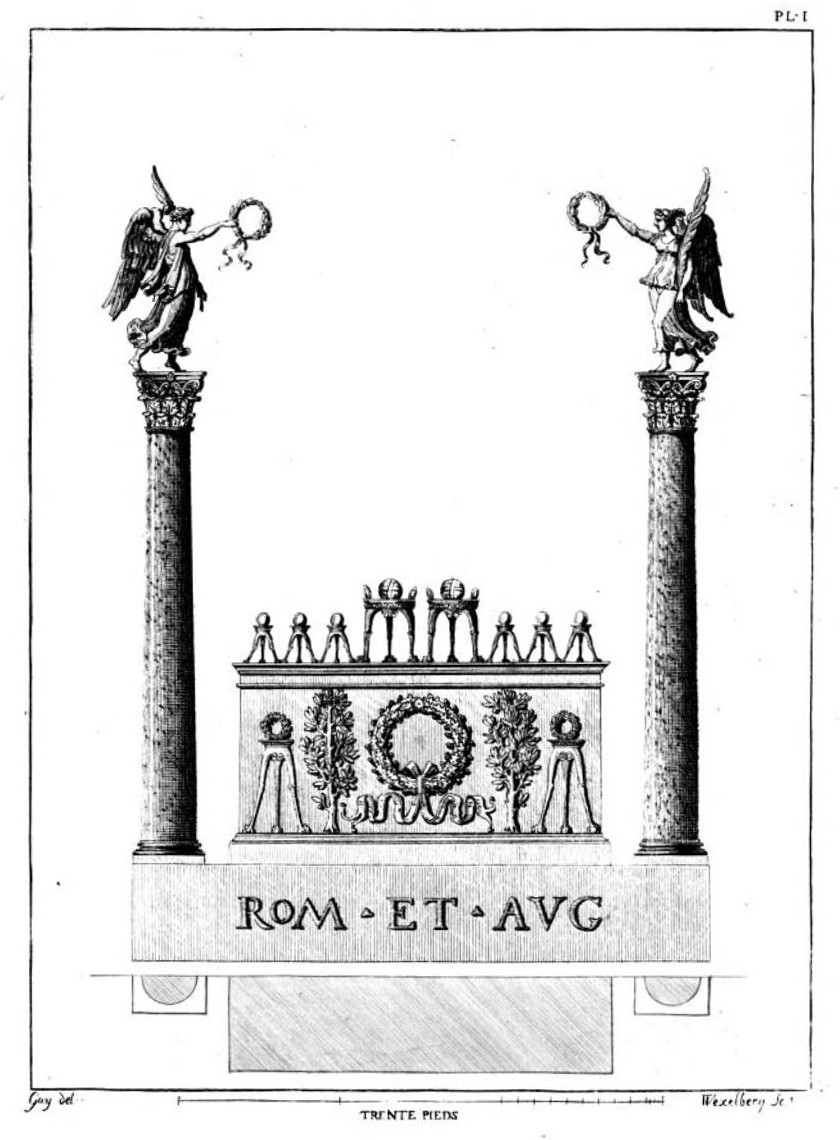
Représentation de l'autel des Gaules d'après des médailles romaines (François Artaud, 1820)
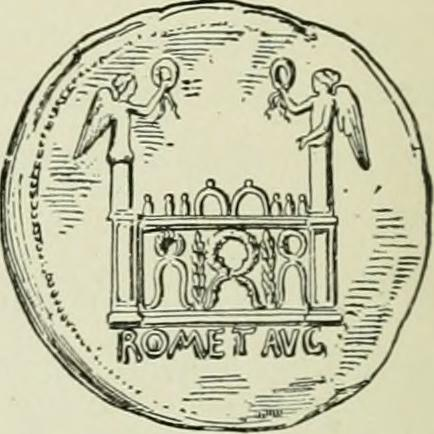
Autel de Rome et d'Auguste, représenté sur un sesterce frappé à Lyon sous le règne d'Auguste.
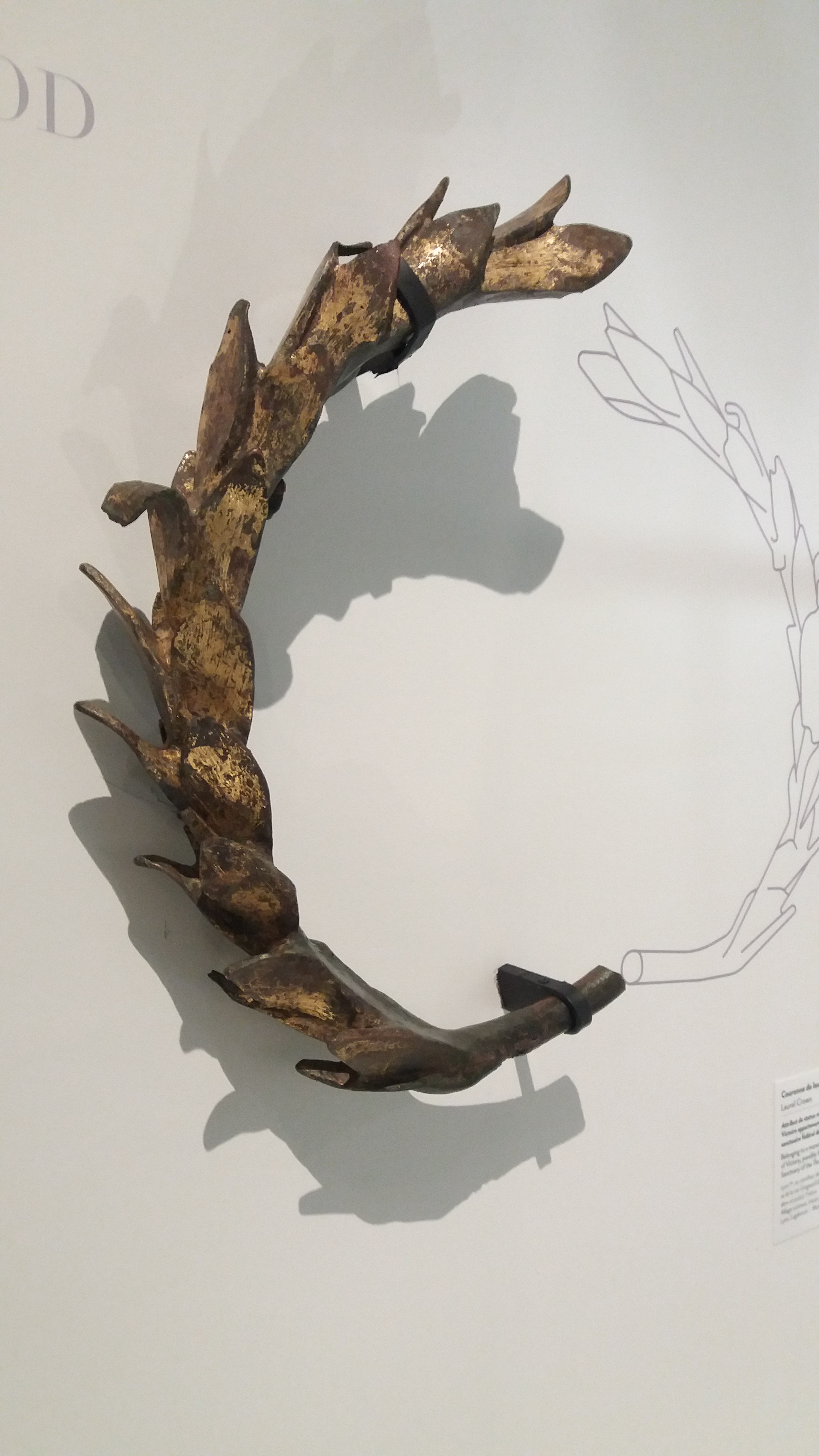
Fragment de laurier, retrouvé dans les galeries de la rue des Fantasques, attribuée aux Victoires du sanctuaire impérial (Audin & Quoniam 1962).
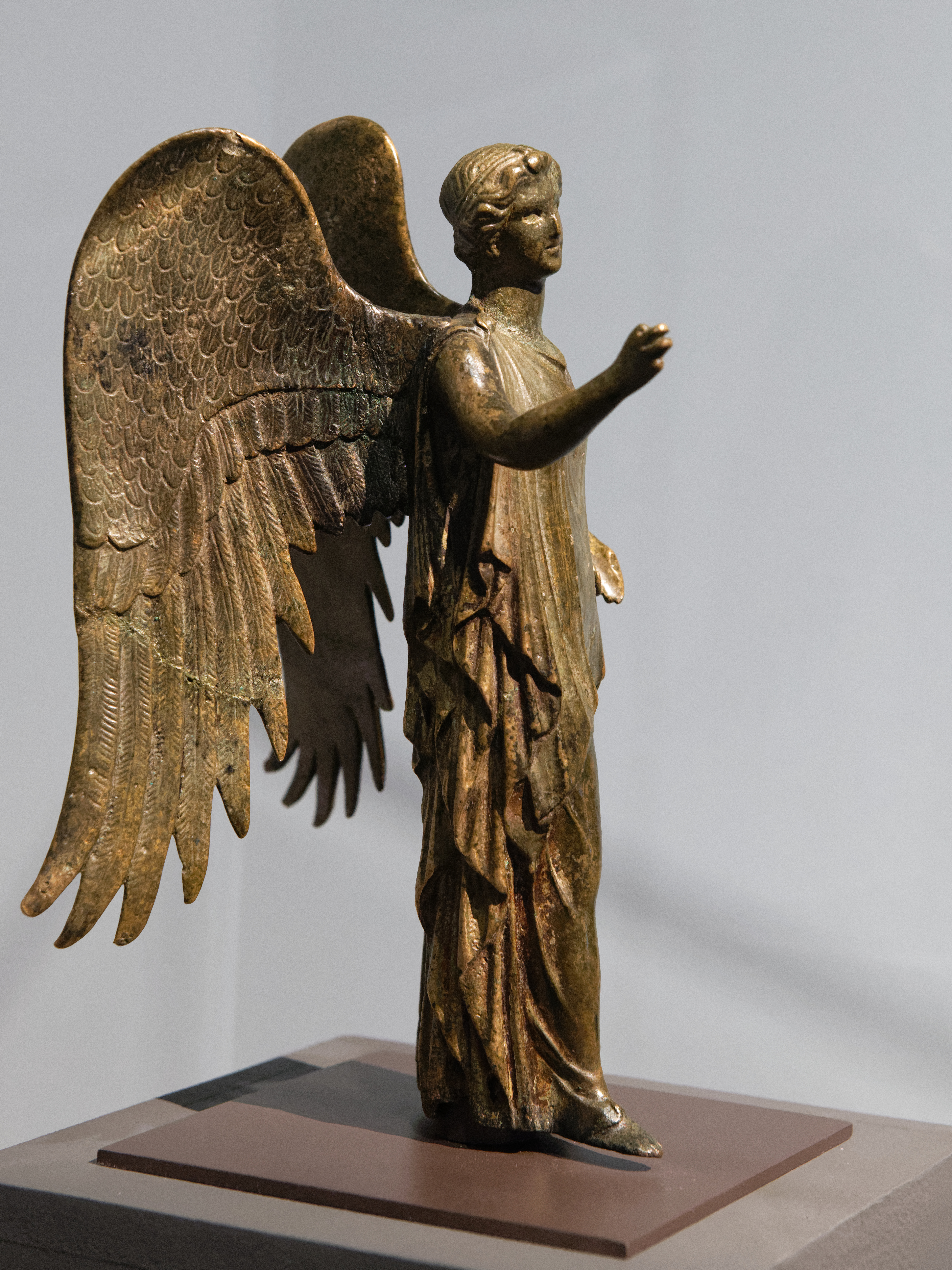
Victoire ailée portant un péplos sans ceinture. Retrouvée dans la Saône, attribuée au Sanctuaire (Audin et Quoniam, 1962).
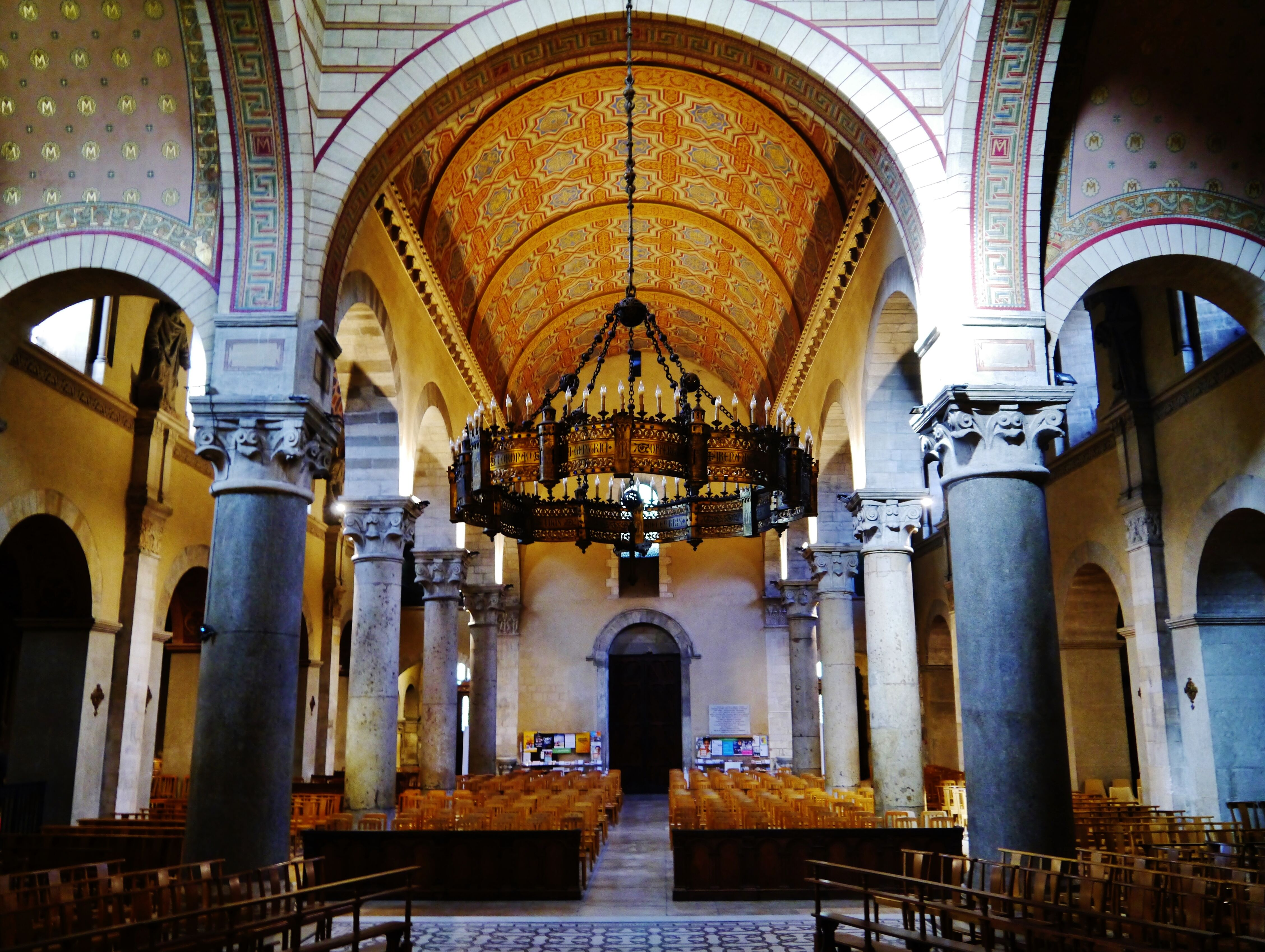
2 colonnes de granit gris (premier plan) soutenant la croisée du transept de l'abbaye d'Ainay, attribuées au Sanctuaire (Audin & Quoniam 1962)

### Les Tables Claudiennes (à partir de 48)

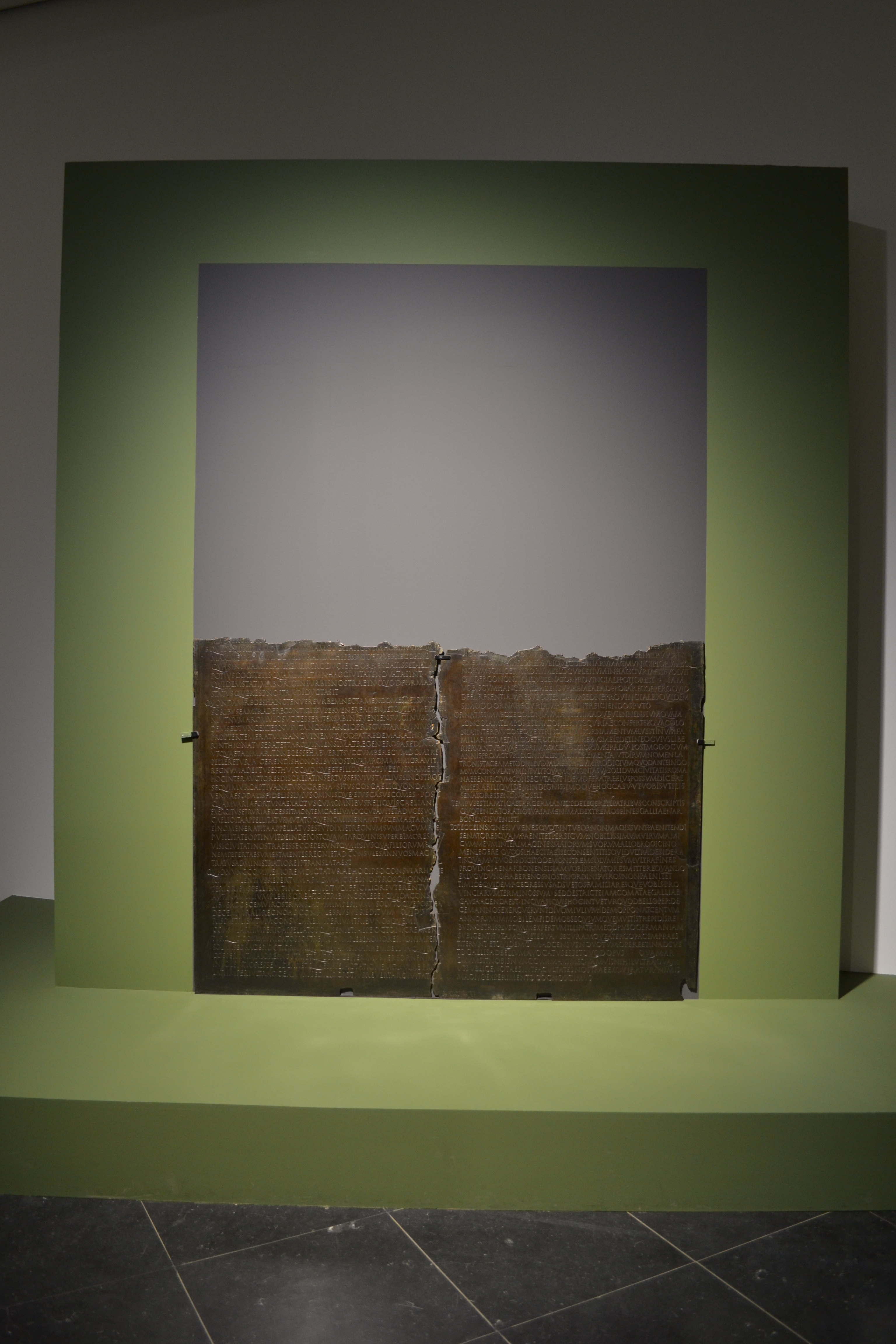
Restitution de la table claudienne montrant la partie manquante (en gris), musée gallo-romain de Lyon

C'est aussi dans ce sanctuaire qu'étaient exposées la Table Claudienne, une plaque de bronze dont ne subsiste plus que la partie inférieure (2,50 m x 1,93 m), sur laquelle était gravé le discours de l'empereur Claude prononcé en 48 devant le Sénat romain, accordant aux chefs des nations gauloises l'éligibilité aux magistratures romaines et au sénat romain. Ce discours nous est aussi connu par une version de Tacite.
La partie inférieure, en deux morceaux, de ces tables de bronze a été découverte en 1528 par un drapier, dans sa vigne située sur l'emplacement du sanctuaire. Ces fragments sont aujourd'hui conservés au musée de la civilisation gallo-romaine (à Fourvière).

### L'amphithéâtre

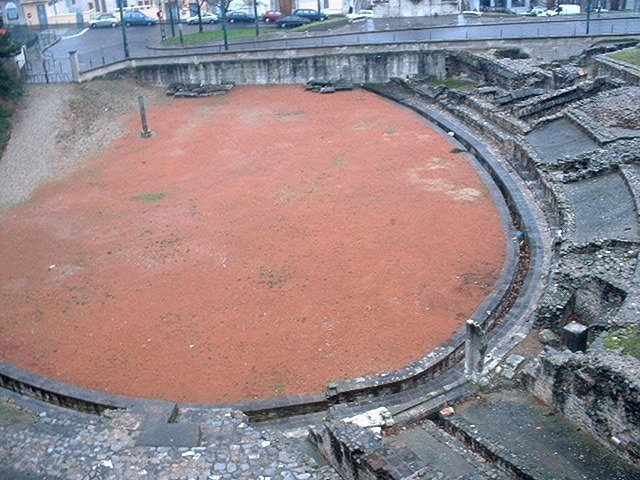
L'amphithéâtre des trois Gaules

Construit sous Tibère sur l'esplanade du sanctuaire des trois Gaules pour accueillir le « conseil des Gaules », l'amphithéâtre est édifié en 19 ap. J-C, puis agrandi sous le règne d'Hadrien, portant sa capacité à 20 000 spectateurs.
La portion sud de l'amphithéâtre se situe sous la chaussée de la rue Lucien Sportisse. Durant les années 60, des fouilles avaient dégagé temporairement ces vestiges. Une partie a été détruite lors de la construction en 1860 du tunnel du funiculaire menant au plateau de la Croix-Rousse, transformé en tunnel routier en 1967.
En son centre, on peut observer un poteau en bois qui commémore le martyr des chrétiens de Lyon, que le pape Jean-Paul II a inauguré en 1986.

## Hypothèse de restitution

### Une terrasse horizontale
À partir des années 1950, sur la base de d'observations dans des caves de la rue Burdeau, d'une épaisse maçonnerie et de lignes de murailles, l'archéologue lyonnais Amable Audin propose de restituer dans ce secteur une terrasse monumentale conduisant à l'amphithéâtre et à l'autel fédéral. L'immédiate proximité de rédecouverte de la table claudienne et d'un fragment de couronne en bronze recouverte de feuilles d'or (sous la rue des Fantasques) renforcent cette hypothèse.

### Des terrasses verticales
Sur la base de son argumentation, D. Frascone propose de situer l'entrée du sanctuaire à l'intersection des rues Burdeau et Pouteau et l'autel au sommet de la colline. Les deux ne seraient alors reliés plus que par un cheminement de rampes qui prendrait place entre la montée de la Grande-Côte et la montée Saint-Sébastien, et dont le tracé actuel des rues garderait la trace. Il appuie son argumentation sur de nombreux exemples de sanctuaires à étages connus (Sanctuaire de la Fortuna Primigenia) ou supposés (sanctuaire de Zeugma, de Tarragone) dans l'Empire. Néanmoins, cette hypothèse ne tenant compte que de quelques éléments de découverte d'une fouille opérée en 2006, l'hypothèse d'Amable Audin est maintenue.

## Historique

### Lieu de réunion annuelle du conseil des Gaules

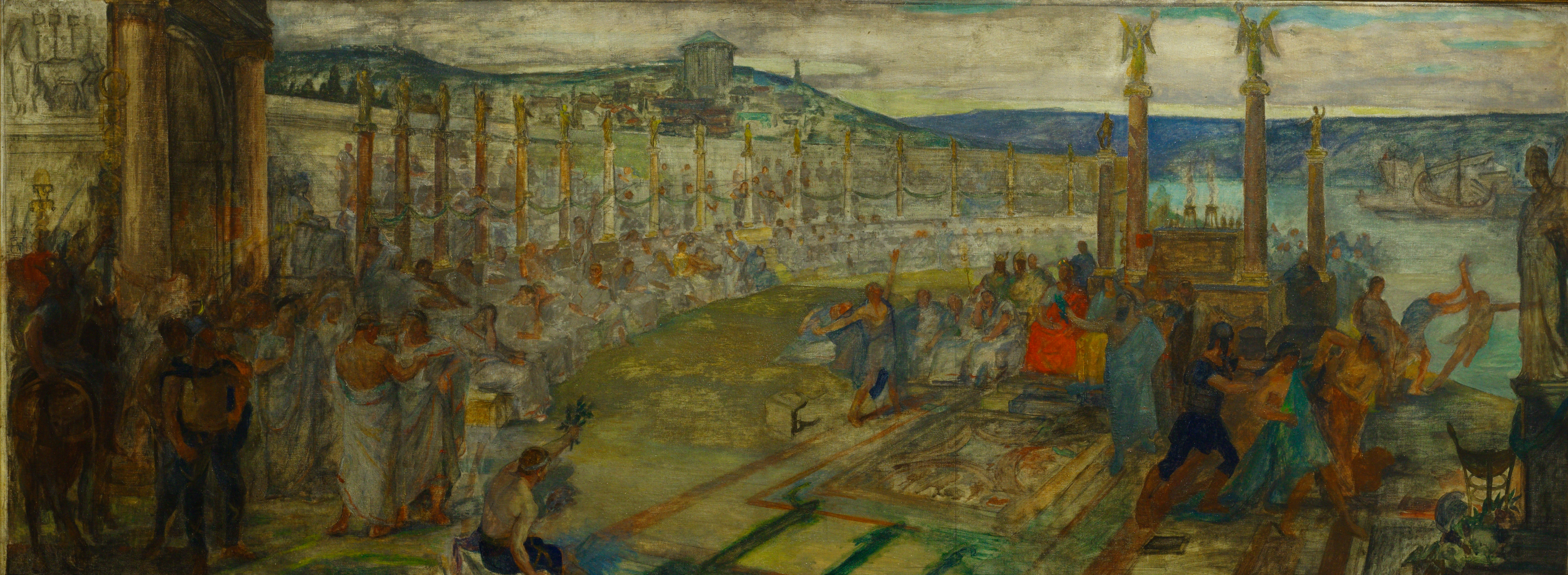
Concours d'éloquence à Lugdunum, sous Caligula. Peinture de Jean-Joseph Weerts, 1911

L'origine du sanctuaire doit être cherchée dans la décision de Drusus, beau-fils d'Auguste, de réunir, en 12 avant notre ère, les notables gaulois au confluent de la Saône et du Rhône. En efftet, cette année-là, Drusus terminait les opérations de recensement des Gaulois, ainsi que nous l'apprend son fils, l'empereur Claude dans ce célèbre discours retransmis sur la Table claudienne et « bien que l'enquête n'ait d'autre objet que de dresser officiellement l'état de nos ressources » (lignes 79-81).
Ce rassemblement réunissait 60 ou 64[pas clair] délégués qui formaient une assemblée de notables appelée « le conseil des Gaules » (concilium Galliarum). Chaque délégué était choisi par l'assemblée des décurions de sa cité.
Le conseil des Gaules avait une fonction religieuse : rendre un culte aux divinités de l'Empire, à Rome et à Auguste et renouveler chaque année l'allégeance à la puissance protectrice. Les solennités religieuses consistaient en sacrifices, processions, jeux, concours d'éloquence et de poésie.
Elle exerçait également un rôle administratif et politique. Le conseil des Gaules communiquait avec l'empereur directement : il lui transmettait les vœux et les plaintes des populations gauloises. C'est ce conseil qui tente quelquefois de négocier une solution à l'amiable avec l'empereur.

### Lieu du culte impérial des Trois Gaules

#### Le culte
Le sanctuaire comprenait d'autres monuments que l'amphithéatre : l'autel fédéral, un temple, ainsi que grand bois sacré (lucus) et s'y élevaient soixante statues, représentant les cités, et d'autres honorant les prêtres du sanctuaire sortis de charge, ou des divinités, comme Bonus Eventus et Fortuna Favens, protectrices du Conseil des Trois Gaules, ou encore de grands personnages. L'organisation du culte du Confluent avait aussi pour but de préserver la personnalité gauloise et, de la part du vainqueur, c'était faire preuve de tolérance et de confiance vis-à-vis des peuples vaincus.
Les principales cérémonies se déroulaient à partir du 1er août de chaque année. L'objet du culte a varié au cours des siècles. À l'origine, il s'agissait de rendre un culte à Rome et à Auguste (vivant), expression de l'empereur de ne pas être honoré seul.

Le titre porté par les prêtres était celui de sacerdos assorti d'une mention indiquant le monument (ara ou templum) et le lieu (ad confluentem Araris et Rhodani), au confluent de la Saône et du Rhône.
Chaque année, était nommé un prêtre dévolu à ce culte.

#### Liste des prêtres du sanctuaire fédéral
On connaît les noms d'environ dix-sept prêtres (sacerdotes) du sanctuaire, notamment le premier, l'Éduen Caius Julius Vercondaridubnus, nommé le 1er août 12 av. J.-C., le seul à être connu par des sources littéraires[réf. nécessaire].
Les autres sont connus par l'épigraphie, c'est-à-dire les inscriptions gravées, pratique très courante dans la civilisation romaine, qui a laissé des vestiges par milliers, mais ne fournit pas de détails biographiques sur les intéressés.
| Noms des prêtres                           | Origine         | Date                         | Sources              |
| ------------------------------------------ | --------------- | ---------------------------- | -------------------- |
| Caius Iulius Vercondaribudnus              | Eduen           | -12                          | [ 2 ]                |
| Caius Iulius Rufus                         | Santon          | Vers 18/19                   | [ 2 ]                |
| (Caius) Iulius Sacrovir                    | Eduen           | Peut être en 21?             | [ 18 ]               |
| Caius Iulius Victor                        | Santon          | Vers 25                      | [ 2 ]                |
| Quintus Adginnius Martinus                 | Sequane         | 73/74                        | [ 2 ]                |
| Marcus Lucterius Leo                       | Cadurque        | Vers 80/130                  | CIL, XIII, 1541      |
| Caius Pompeius Sanctus                     | Pétrucore       | Vers 100/120                 | CIL XIII, 1704       |
| Marcus Pompeius Libo (fils du précédent)   | Pétrucore       | Vers 130/140                 | CIL XIII, 1704       |
| Caius Iulius Ma(...)                       | Carnute         | Vers 120/200                 | CIL, XIII, 1694      |
| Quintus Licinius Tauricus                  | Lémovice        | Vers 195/7?                  | CIL, XIII, 1698      |
| Quintus Licinius Vltor (à l'age de 22 ans) | Lémovice        | Vers 197/200                 | CIL, XIII, 1698-1700 |
| peut être Marcus Bucc(ius?) Galer(...)?    | citoyen de Lyon | Sous les Sévères             | AE, 1979, 403        |
| Caius Servilius Martianus                  | Arverne         | Vers 177/180 ou vers 195/209 | CIL XIII, 1706       |
| Caius Catullius Deciminus                  | Tricasse        | Sous les Sévères             | CIL XIII 1691        |
| Caius Ulatt(ius)                           | Segusiave       |                              | CIL XIII 1712        |
| Titus Sennius Sollemnis                    | Viducasses      | 220                          | CIL XIII, 3162       |
| ...                                        | Senon           | Entre 218 et 222             | CIL XIII 1684        |
| Tiberius Iulius ...                        | Carnute         |                              | CIL XIII 1672        |

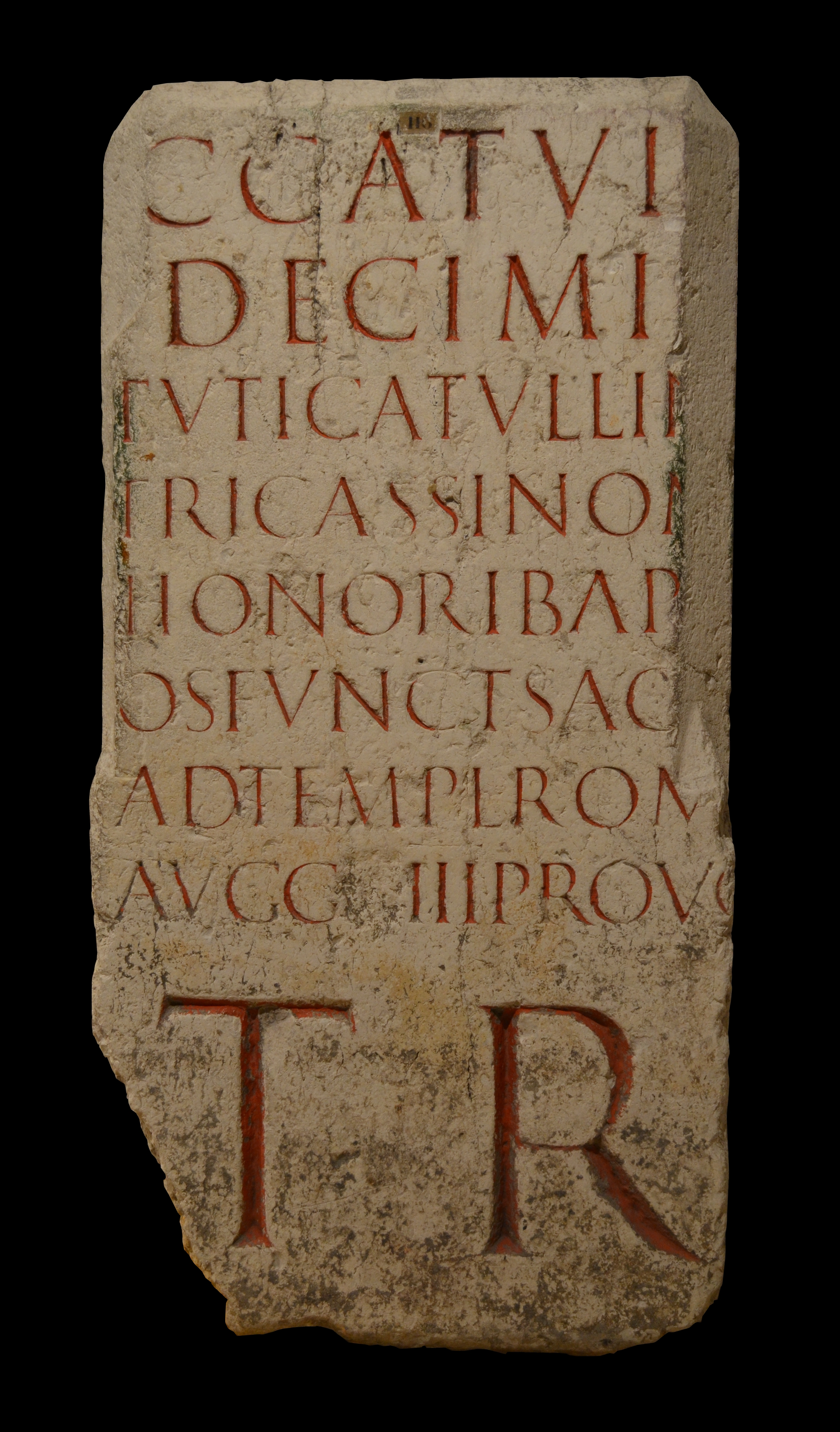
CIL XIII 1691 mentionnant Caius Catullius Deciminus.
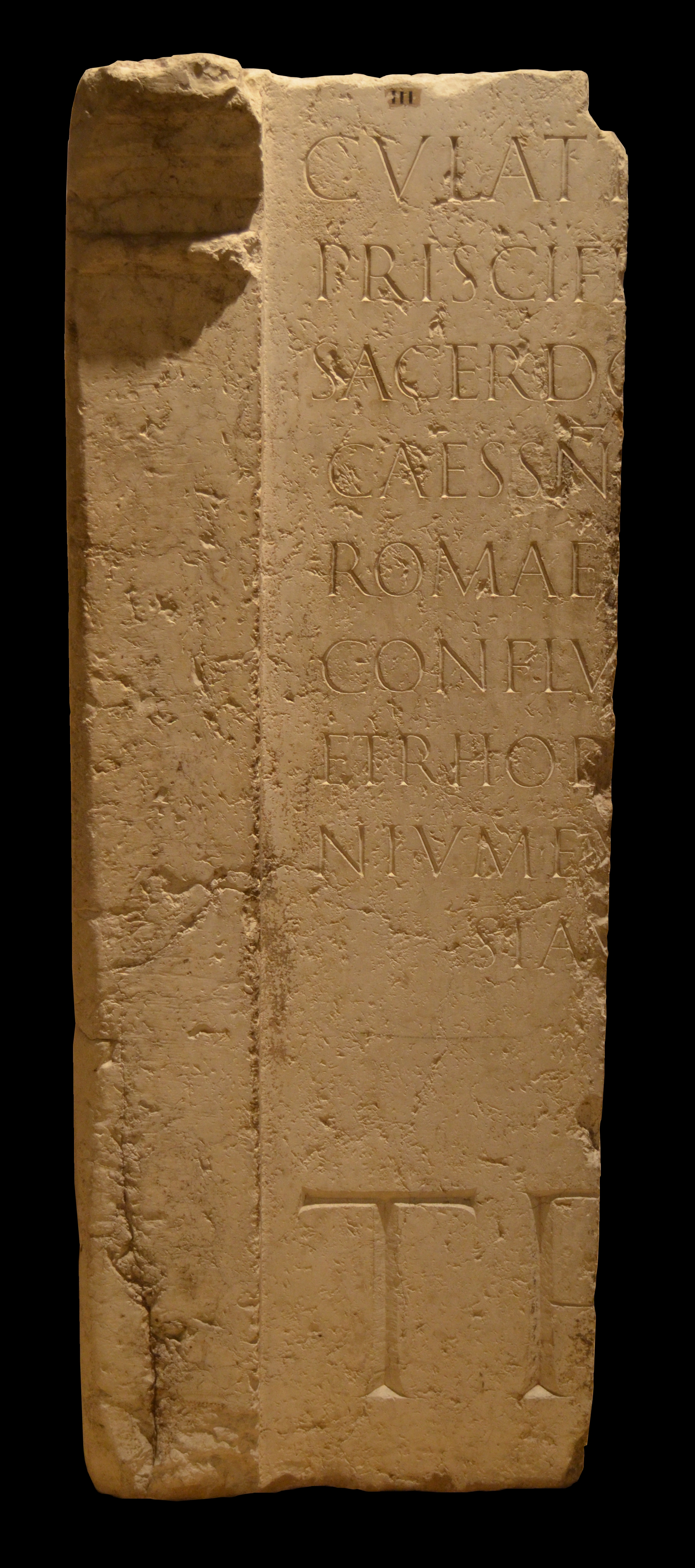
CIL XIII 1712 mentionnant Caius Ulatt[ius]
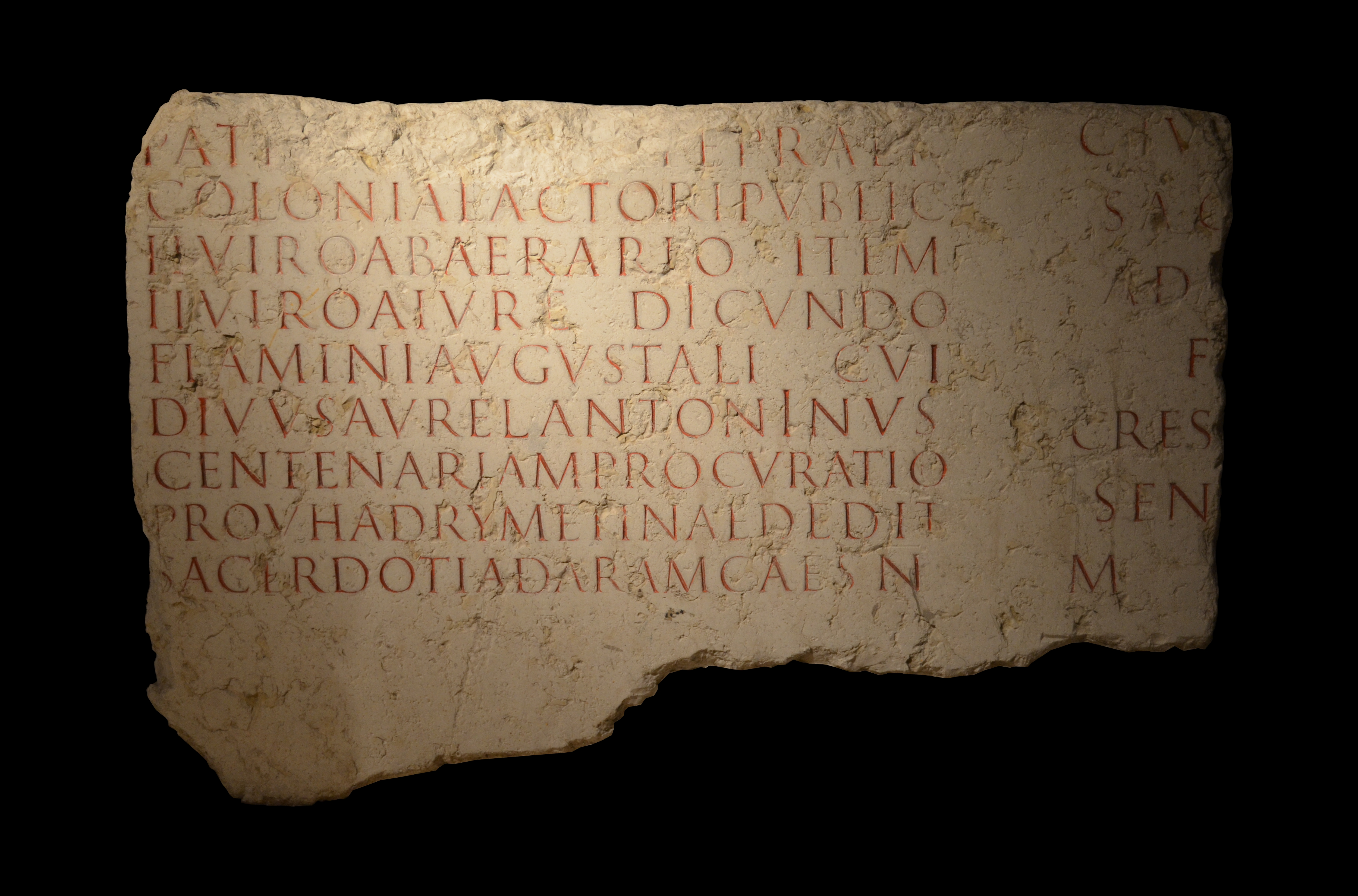
CIL 1684

## Le sanctuaire des Trois Gaules dans la littérature
- Christian Goudineau, Le Voyage de Marcus : les tribulations d'un jeune garçon en Gaule romaine, Arles, Actes Sud, 2005.